# Thelymitra occidentalis
Thelymitra occidentalis är en orkidéart som beskrevs av Jeffrey A. Jeanes. Thelymitra occidentalis ingår i släktet Thelymitra och familjen orkidéer. Inga underarter finns listade i Catalogue of Life.